# À tout le monde
 (novembre 2012).
Si vous disposez d'ouvrages ou d'articles de référence ou si vous connaissez des sites web de qualité traitant du thème abordé ici, merci de compléter l'article en donnant les références utiles à sa vérifiabilité et en les liant à la section « Notes et références ».
Singles de Megadeth
Train of Consequences
(1993) Trust
(1997)
À tout le monde est la quatrième piste de l'album Youthanasia (1994) du groupe américain de Trash Metal Megadeth, sorti en single en Février 1995 et distribué par Capitol Records. En 2007, elle réapparaît dans l'album United Abominations sous le nom de À tout le monde (Set Me Free), la chanson étant chantée par Dave Mustaine et Cristina Scabbia de Lacuna Coil.

## Musique et paroles
Le clip vidéo de la chanson a été banni par MTV, qui prétendait que la chanson était une incitation au suicide[réf. nécessaire]. Cependant, dans une entrevue datant de 1994, Mustaine déclara pourtant qu'il ne s'agissait pas d'une incitation au suicide, mais d'une lettre laissée par un mourant à ses proches avant de trépasser .
Cette polémique s'accentua avec la fusillade de Dawson qui eut lieu en septembre 2006 au Canada. Kimveer Gill, celui qui perpétra l'attentat, était un grand fan de heavy metal, et en particulier de Megadeth. Sur son blog, quelques heures avant de passer à l'acte, il copia un passage des paroles d'À tout le monde, affirmant avoir écouté cette chanson en boucle pendant des heures.

## Liste des titres

### À tout le monde
| 1. | À tout le monde                   | Dave Mustaine                 | Dave Mustaine                                 | 4:29 |
| 2. | Symphony of Destruction (demo)    | Dave Mustaine                 | Dave Mustaine                                 | 5:31 |
| 3. | Architecture of Aggression (demo) | Dave Mustaine, David Ellefson | Dave Mustaine                                 | 2:49 |
| 4. | New World Order (demo)            | Dave Mustaine, Nick Menza     | Dave Mustaine, David Ellefson, Marty Friedman | 3:48 |

| CD - Capitol Records – DPRO 79538 (États-Unis, promo) | CD - Capitol Records – DPRO 79538 (États-Unis, promo) | CD - Capitol Records – DPRO 79538 (États-Unis, promo) | CD - Capitol Records – DPRO 79538 (États-Unis, promo) | CD - Capitol Records – DPRO 79538 (États-Unis, promo) | CD - Capitol Records – DPRO 79538 (États-Unis, promo) | CD - Capitol Records – DPRO 79538 (États-Unis, promo) | CD - Capitol Records – DPRO 79538 (États-Unis, promo) | CD - Capitol Records – DPRO 79538 (États-Unis, promo) | CD - Capitol Records – DPRO 79538 (États-Unis, promo) |
| No                                                    | Titre                                                 | Paroles                                               | Musique                                               | Durée                                                 |                                                       |                                                       |                                                       |                                                       |                                                       |
| ----------------------------------------------------- | ----------------------------------------------------- | ----------------------------------------------------- | ----------------------------------------------------- | ----------------------------------------------------- | ----------------------------------------------------- | ----------------------------------------------------- | ----------------------------------------------------- | ----------------------------------------------------- | ----------------------------------------------------- |
| 1.                                                    | À tout le monde                                       | Dave Mustaine                                         | Dave Mustaine                                         | 4:28                                                  |                                                       |                                                       |                                                       |                                                       |                                                       |
| 2.                                                    | Problems                                              | Glen Matlock, Johnny Rotten, Paul Cook, Steve Jones   | Glen Matlock, Johnny Rotten, Paul Cook, Steve Jones   | 3:56                                                  |                                                       |                                                       |                                                       |                                                       |                                                       |
| 3.                                                    | New World Order                                       | Dave Mustaine, Nick Menza                             | Dave Mustaine, David Ellefson, Marty Friedman         | 3:25                                                  |                                                       |                                                       |                                                       |                                                       |                                                       |
| 11:49                                                 |                                                       |                                                       |                                                       |                                                       |                                                       |                                                       |                                                       |                                                       |                                                       |

### À tout le monde (Set Me Free)
| No | Titre                         | Paroles       | Musique       | Durée |
| -- | ----------------------------- | ------------- | ------------- | ----- |
| 1. | À tout le monde (Set Me Free) | Dave Mustaine | Dave Mustaine | 4:10  |
| 2. | Sleepwalker                   | Dave Mustaine | Dave Mustaine | 5:54  |

## Composition du groupe
Youthanasia (À tout le monde)
- Dave Mustaine - chants, guitare
- David Ellefson - basse
- Marty Friedman - guitare
- Nick Menza - batterie

United Abominations (À tout le monde (Set Me Free))
- Dave Mustaine - chants, guitare
- Glen Drover - guitare
- Shawn Drover - batterie
- James LoMenzo - basse
- Cristina Scabbia - invitée chants